# Космос-42
Космос-42 је један од преко 2400 совјетских вјештачких сателита лансираних у оквиру програма Космос.
Космос-42 је лансиран са космодрома Капустин Јар, СССР, 22. августа 1964. Ракета-носач Р-12 Двина (8К63, НАТО ознака SS-4 Sandal) са додатим степеном је поставила сателит у орбиту око планете Земље. Маса сателита при лансирању је износила 100 килограма. Космос-42 је био комуникациони сателит.